# OFDb.de
OFDb.de (Untertitel: „Online-Filmdatenbank“) ist eine deutschsprachige Filmdatenbank, die im World Wide Web angeboten wird.

## Inhalt
OFDb.de bietet grundlegende Informationen über nationale und internationale Spielfilme, Fernsehfilme und Fernsehserien. Dazu zählen Titel, Original- bzw. Alternativtitel, Erscheinungsjahr, Regisseur, Darsteller, Genre, Fortsetzungen, Fassungen und eine kurze Inhaltsbeschreibung. Darüber hinaus können Statistiken und Meinungsbilder, wie Populärste Filme, Beste Fernsehserien oder Regisseure mit den besten Filmen abgefragt werden.
Im Vergleich zur deutlich umfangreicheren Internet Movie Database (IMDb) bietet OFDb.de weniger biografische Informationen über die Filmschaffenden, da die Möglichkeit zum Einpflegen dieser Informationen in den Datenbestand erst im Januar 2007 geschaffen wurde.
OFDb.de beansprucht für die von den Nutzern eingegebenen Texte ein unbeschränktes und ausschließliches Nutzungs- und Verwertungsrecht, auch kommerzieller Art.

## Geschichte
Aus Zensur in Deutschland, einer Website zur Information über Filmzensur, entstand 1999 eine Filmdatenbank namens Die große Filmdatenbank. Aus dieser ging die Online-Filmdatenbank hervor, die Anfang des Jahres 2000 ins Internet gestellt wurde.
Ursprünglich nur zur Dokumentation unterschiedlicher Filmfassungen angelegt, wurde die OFDb von ihrem Entwickler Sascha Imme zunächst als Hobby betrieben. Mitte 2004 erfolgte dann die Gründung einer Firma zum Betrieb der Seite. Im Mai 2005 wurde ein Onlineshop in die OFDb integriert, der die vorhandenen Film- und Filmfassungsdaten als Basis verwendet.
Im September 2013 wurde das eigene Label OFDb Filmworks gegründet. Die Aktualisierung und Erweiterung des Datenbestandes wird ausschließlich von den Benutzern der Datenbank geleistet. Sie bewerten Filme, tragen Filme und Fassungen ein, schreiben Inhaltsangaben und Kritiken und ergänzen oder korrigieren vorhandene Einträge. Dabei werden neben den ursprünglichen Kinofassungen auch DVD-, Video- und Fernsehfassungen sowie Kürzungen dokumentiert.

## Umfang
Im September 2005 umfasste die Datenbank 83.500 Filme in 125.000 Fassungen. In den folgenden Jahren erweiterte sich der Bestand. Im Mai 2018 hatte die Datenbank einen Bestand von 300.247 Filmen in 383.841 Fassungen.